# António Cartaxo
António Cartaxo (Amadora, 1934 – Lisboa, 5 de janeiro de 2023) foi um locutor de rádio português.

## Biografia
Entre 1962 e 1975 trabalhou no serviço Português da BBC em Londres. A partir de 1976 começa a colaborar com a RDP - Radiodifusão Portuguesa. Com o realizador Jorge Ribeiro fazem o programa "Você gosta de Beethoven?" que venceu o concurso pró-música de Rádio Budapeste.
Em 1978 vai para Varsóvia, na Polónia, onde é leitor de português na Universidade daquela cidade. Durante 20 anos foi docente da Faculdade de Letras de Lisboa.
Recebeu o Prémio Ondas de Radio Barcelona em 1982 com um documentário sobre Igor Stravinsky. Recebeu o Prémio Gazeta de Jornalismo (1987), por um programa dedicado a Fernando Lopes-Graça.
Em 1985 ganhou o primeiro prémio de um concurso internacional da Rádio Difusão Checoslovaca - Prémio Musical da Rádio Brno. O programa premiado foi «Das cinzas renascia o Belo».
Apresentou na RDP-Antena 2 programas como "Em Sintonia", "Histórias da música... e outras" e "De Olhos bem abertos". Na Antena 1 apresentou "Grandes Músicas" e "Paixões Cruzadas" com António Macedo. Fez também uma série de programas de televisão "Grandes Músicas" para a RTP N.
Em 2010 lançou o livro "Efemérides românticas". Publicou o livro "Quase Verdade como São Memórias" que lhe valeu o Prémio Alçada Baptista 2012.
Em 2016 recebeu o Prémio Igrejas Caeiro que distingue personalidades da rádio portuguesa. A Antena 2 estreou uma nova série de programas intitulada "António Cartaxo - 40 Anos de Programas", que decorreu entre Junho e Setembro de 2016.
Faleceu a 5 de janeiro de 2023, em Lisboa, aos 88 anos.

## Livros
- BBC Versus Portugal. História de um Despedimento Político (com Jorge Ribeiro) (Ed. Estampa, 1977)
- Palavras em Jogo (Caminho, 1990)
- Ao Sabor da Música (Caminho, 1996)
- O Meu Primeiro Mozart (Dom Quixote, 2006) - com Rosa Mesquita, e ilustrações de Pedro Machado
- Efemérides Românticas (Editorial Caminho, 2010)
- Quase Verdade como são Memórias (Colibri, 2012)